# Runjava trava
Runjava trava (ljekoviti volujak, lat. Anchusa officinalis), dvogodišnja biljka ili trajnica iz porodice boražinovki. Raširena je po Europi, uključujući i Hrvatsku, gdje je poznata pod nizom imena, rumenilo, pačje gnijezdo, pijavica, trava runjava i druga.
Stabljika je uspravna, a naraste do 60 centimetara visine. Listovi su naizmjenični, cvjetovi su dvospolni, ljevkasti, ljubičastoplavi. Plod je kalavac.
Mladi listovi su jestivi, a starije biljke sadrže otrovne alkaloide. Kuhanjem korijena dobiva se smeđa do crvena boja za bojadisanje tekstila.
- A. officinalis
- A. officinalis
- Cvat
- A. officinalis

## Podvrste
- Anchusa officinalis subsp. intacta (Griseb.) Selvi & Bigazzi